# Криволісся

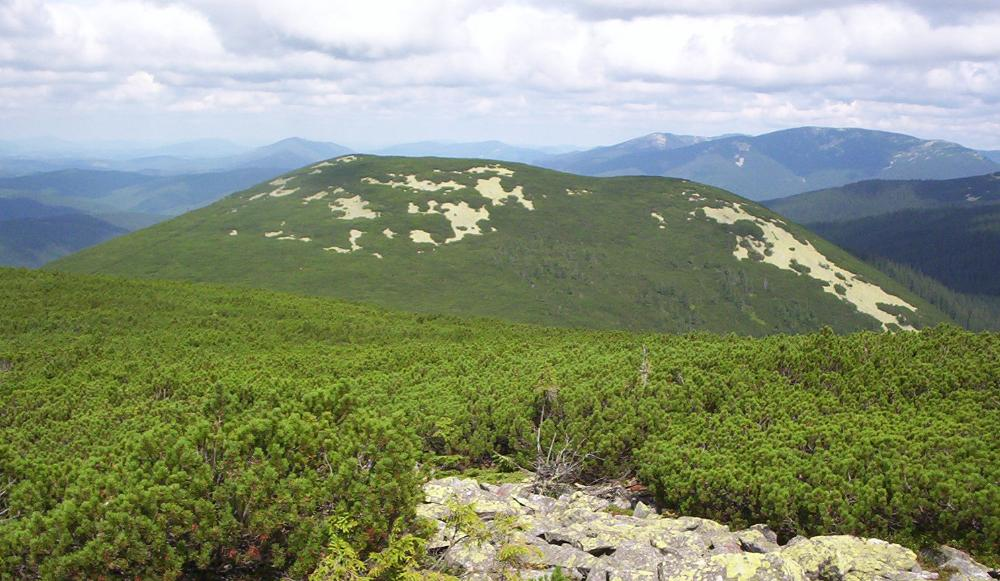
Криволісся гірської сосни в Ґорґанах

Криволісся — тип рослинності з домінуванням специфічної деформованої чи сланкої деревно-чагарникової рослинності, зумовлений суворими кліматичними факторами, властивий для субальпійських і субарктичних ландшафтів.

## Опис
Вплив екстремальних кліматичних факторів — морозу, сильних вітрів, опадів, снігових лавин у гірських та приполярних районах формує своєрідні форми росту дерев на межі їх кліматичного поширення. Це прапороподібні, деформовані і багатовершинні крони; зігнуті, покручені та притиснуті до землі стовбури дерев; а також сланкі, полягаючі, шпалерні і подушкоподібні життєві форми.
Механізми їх формування можуть бути різними. Внаслідок абразивної дії вітру зі снігом ростові бруньки зберігаються лише на стороні, захищеній від переважаючих вітрів — тоді крона дерева стає односторонньою або прилеглою до поверхні. Також часто перезимувати можуть лише ті частини, які сховані під сніговим покривом. Стовбури і гілки деформуються під вагою снігу, на лавинних схилах верхівки дерев періодично стинає снігова лавина, після чого вони відростають з бічних пагонів. Ця постійна боротьба зі стихією на межі фізіологічного виживання надає їм химерного вигляду.
Вплив на формування криволісь має і вічна мерзлота, яка не дає деревним рослинам глибоко вкорінитись і змушує їх стелитись для втримання ваги крони.
В Україні криволісся представлені в горах хвойними і листяними стелюхами (сланиками) — полягаючими деревами і чагарниками з зігнутими шаблеподібними стовбурами і гілками, які «повзуть» по схилу. Взимку вони полягають під вагою снігу, а навесні випростовуються і продовжують свій ріст.

Слід зауважити, що на тепліших схилах південної та суміжних з нею експозицій рослинні пояси простягаються на кілька сотень метрів вище, ніж на холодніших і більш зволожених північних схилах . 

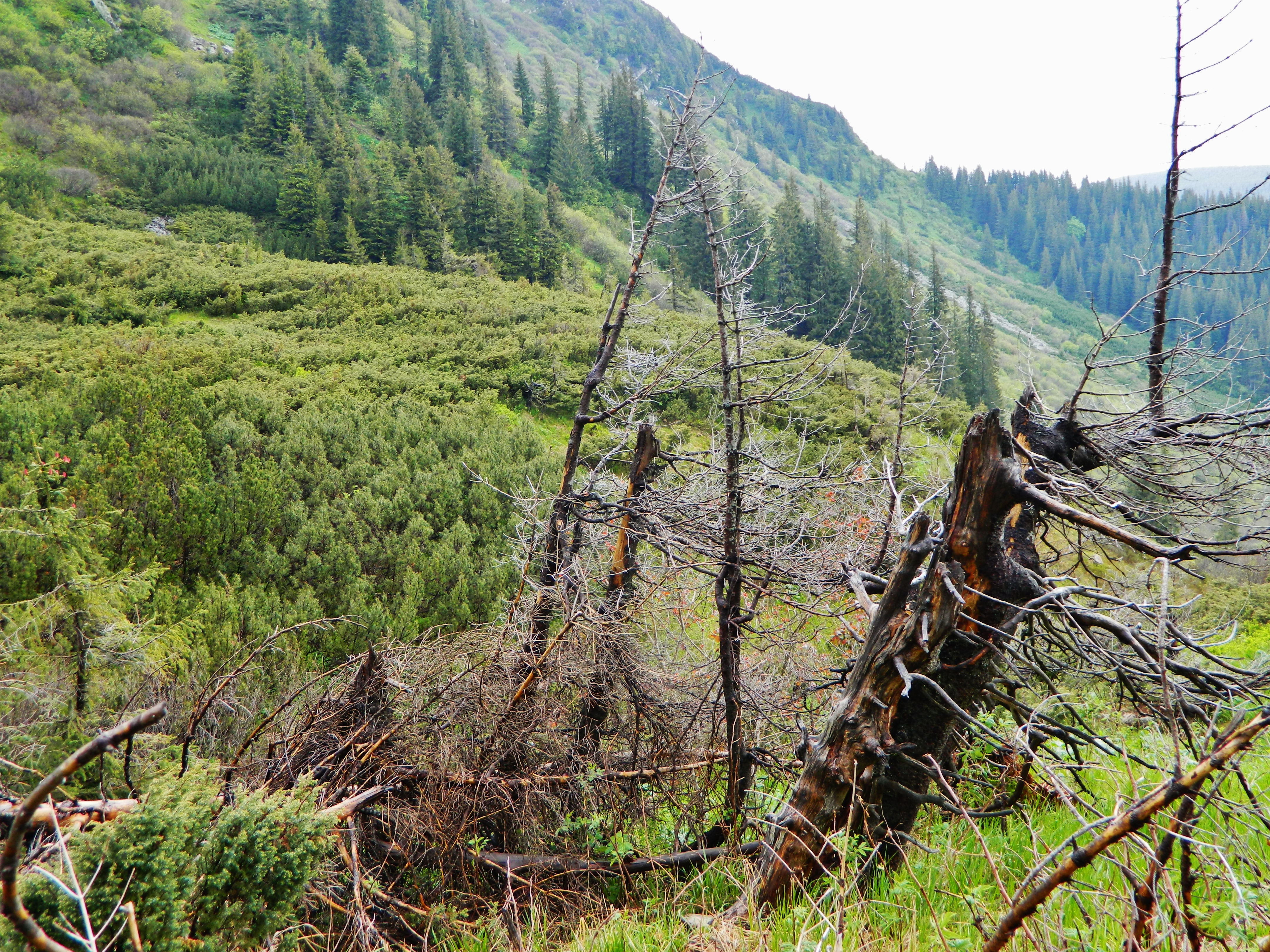
Смереки, поламані снігом, на фоні заростей гірської сосни та ялівцю. Чорногора

## Видовий склад
Криволісся частіше утворюють хвойні види — ялиця бальзамічна, ялина червона, ялина чорна, ялиця субальпійська (шорсткоплідна), модрина Лаєля, ялина Енгельмана, сосна м'яка, сосна скручена. Великі масиви криволісь на Далекому Сході Росії і в Сибіру утворює кедровий стелюх (сланик).
 Серед листяних видів це береза пухнаста та Ермана, бук лісовий і східний, ряд видів дуба, деякі верби, рододендрон,.
В Україні криволісся представлені сланкими рослинами. В Карпатах це сосна гірська і вільха зелена, у Криму сосна гачкувата.

Криволісся мають виняткове значення для регулювання водного режиму річок, а також ґрунтозахисне, кліматорегулююче та селе- лавинозахисне значення.